# Бруде VI
Бруде VI (*Bruide, Bridei, д/н — 842) — король піктів у 842 році.

## Життєпис
Старший син короля Вурада I. Про його життя відомо замало. 842 року після смерті батька Бруде стає королем. Втім, його панування тривало недовго. Невдовзі за невідомих обставин короля Бруде VI було повалено братом Кініодом II. Це зрештою призвело до розгардіяшу в державі й занепаду королівства та приєднання його до Дал Ріади.